# Clypeocyclina
Clypeocyclina es un género de foraminífero bentónico considerado como nomen nudum e invalidado, aunque también considerado un sinónimo posterior de Lepidorbitoides de la subfamilia Lepidorbitoidinae, de la familia Lepidorbitoididae, de la superfamilia Orbitoidoidea, del suborden Rotaliina y del orden Rotaliida. Su rango cronoestratigráfico abarca el Maastrichtiense (Cretácico superior).

## Discusión
Clypeocyclina fue propuesto como un subgénero de Lepidorbitoides, es decir, Lepidorbitoides (Clypeocyclina).

## Clasificación
En Clypeocyclina no se ha considerado ninguna especie.